# (38837) 2000 SM23
2000 SM23 (asteroide 38837) é um asteroide da cintura principal. Possui uma excentricidade de 0.16746870 e uma inclinação de 10.31896º.
Este asteroide foi descoberto no dia 26 de setembro de 2000 por Korado Korlević em Visnjan.